# Cirque de Cagateille
Le cirque de Cagateille est un cirque naturel de type glaciaire situé dans le massif montagneux des Pyrénées, sur le territoire de la commune française d'Ustou, dans le département de l'Ariège, en région Occitanie.

## Géographie
Dominé par le versant Nord du pic de Certescans (2 840 m), c'est un cirque naturel situé en Haut-Salat dans la vallée d'Ustou, en Couserans, dans le périmètre du parc naturel régional des Pyrénées ariégeoises.

### Géologie
Le cirque de Cagateille a une origine glaciaire.

### Faune et flore

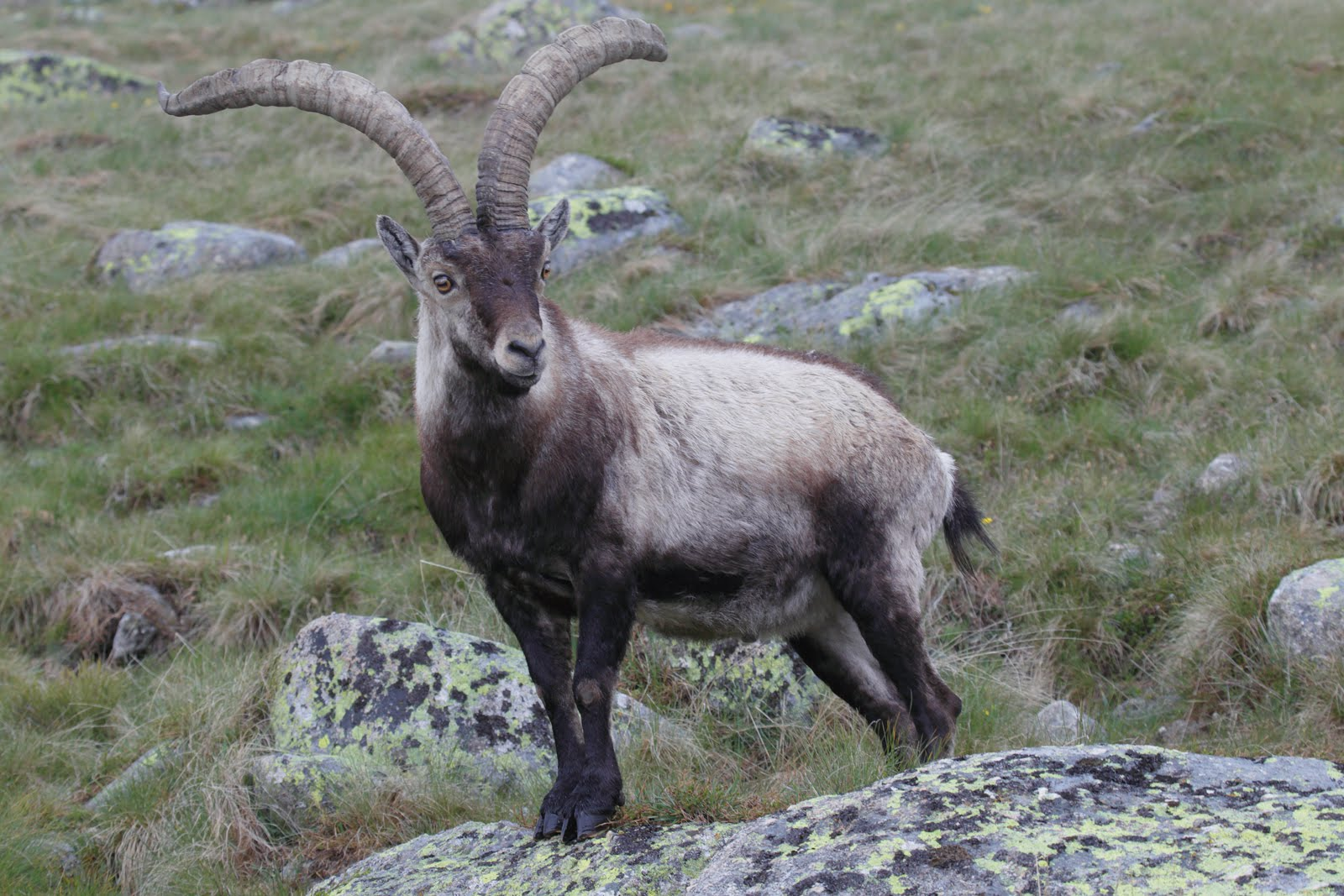
Bouquetin ibérique.

Des bouquetins ibériques y ont notamment été réintroduits en 2014.

## Activités

### Protection environnementale
Ce cirque est un site naturel classé par décret du 15 septembre 1993 pour l'ensemble formé par le cirque de Cagateille et ses vallées suspendues dans le parc naturel régional des Pyrénées ariégeoises.